# Tardemézar
Tardemézar es una localidad española del municipio de Santibáñez de Vidriales, en la provincia de Zamora, y la comunidad autónoma de Castilla y León.

## Ubicación
Está situada en la parte noroccidental de la comarca de Benavente y Los Valles. Cerca de esta localidad se encuentran los núcleos de Bercianos, Rosinos, Moratones, Brime de Sog, Fuente Encalada y San Pedro de la Viña.

## Historia
En la Edad Media, el territorio en el que se asienta Tardemézar quedó integrado en el Reino de León, cuyos monarcas habrían emprendido la fundación del pueblo.
Posteriormente, en la Edad Moderna, Tardemézar fue una de las localidades que se integraron en la provincia de las Tierras del conde de Benavente y dentro de esta en la Merindad de Vidriales y la receptoría de Benavente.
No obstante, al reestructurarse las provincias y crearse las actuales en 1833, Tardemézar pasó a formar parte de la provincia de Zamora, dentro de la Región Leonesa, quedando integrada en 1834 en el partido judicial de Benavente.

## Geografía humana

### Demografía
| Gráfica de evolución demográfica de Tardemézar entre 1842 y 1960 |
| |
| Población de derecho según los censos de población del INE Población de hecho según los censos de población del INEEntre el censo de 1970 y el anterior, este municipio desaparece porque se integra en el municipio 49206 (Santibáñez de Vidriales) |

Según el Instituto Nacional de Estadística de España, en 2024 Tardemézar contaba con 65 habitantes censados.

## Patrimonio
La iglesia parroquial es el edificio más significativo del pueblo. Llama la atención que el templo se halla protegido en su totalidad por un amplio muro construido con la misma piedra que la iglesia.

## Fiestas
Tardemézar celebra sus fiestas patronales en honor a Santa Marina, el 18 de julio y en honor a San Martino, el 11 de noviembre.